# Слагалица страве 0,5
Слагалица страве (енгл. Saw), познатији под именом Слагалица страве 0,5, аустралијски је хорор филм од девет и по минута из 2003. године који су снимили Џејмс Вон и Ли Ванел. Настао је са сцене у сценарију Слагалицe страве 2004. године. Филм је првобитно коришћен како би понудио сценариo филма продуцентима и глумцима.
Овај кратки филм постао је призор у дугометражном филму Слагалица страве, у којем је Дејвида заменила Шони Смит у улози Аманде Јанг, чији је тест био да избегне последице изокренуте замке за медведе. 
Овај кратки хорор филм је један од најпопуларнијих кратких хорор филмова икада. 
Кратки филм се може погледати на другом DVD диску издања Слагалица страве: Нецензурирана верзија.

## Радња
На почетку филма видимо Дејвида (Ли Ванел) како прича са полицајцем у соби за испитивање. Дејвиду су лице и мајица умазани крвљу. Он нам прича како је он завршио свој посао и крену према кући. Док он прича, појављује се флешбек свега што се догодило. На путу до куће је онесвешћен, а када је дошао себи, налазио се у пространој соби. У соби, Дејвид је био завезан за столицу, а на вилици му је био закачен метални предмет.
Поред њега се налази телевизор на којој се почиње пушта снимак. На снимку се налази лутка која се представља као Били. Били објашнјава Дејвиду како је метални предмет на његовој вилици ’’обрнута замка за медведе’’, тако да ако се не избави, замка ће му раздвојити горњу и доњу вилицу и тако га убити. Такође му говори да је једини кључ за његов спас у стомаку његовог затворског колеге.
Дејвид успева да устаје са столице, али тиме активира штоперицу која одбројава време до покретања замке. Гледајући око себе, видео је свог колегу којег је Били поменуо, али је видео да је он жив, само паралаисан. Дејвид паничи, али ножем који је био поред његовог колеге, и ножем је распорио његов стомак, ухватио кључ. Успео је да откључа замку у последњем тренутку. Када је скинуо замку, она се активирила на поду. Дејвид је себи спасо живот, али је притом завршио живот свог колеге.
Од страха и јада, Дејвид почиње да вришти и јеца. Тада улази Били на свом трициклу. Били честита Дејвиду на обављеном задатку и притом је рекао Дејвиду да више није незахвалан што је жив.
Филм се завршава полицајчевом реченицом ’’Јеси ли захвалан, Дејвиде?’’
То питање код Дејвида изазива нервни слом. На одјавној шпици се може чути снимак ’’Hello Zepp’’.

## Улоге
| Глумац         | Улога             |
| -------------- | ----------------- |
| Ли Ванел       | Дејвид            |
| Пол Модер      | Полицајац         |
| Катрина Метерс | Медицинска сестра |
| Дин Франсис    | Затворенк/Тело    |